# Torfowisko Zielin Miastecki
Rezerwat przyrody „Torfowisko Zielin Miastecki” – torfowiskowy rezerwat przyrody na obszarze gminy Trzebielino. Ochronie rezerwatu podlega głównie obszar torfowiska przejściowego z zarastającymi jeziorkami dystroficznymi. Znajdują się tu również stanowiska licznych, podlegających ochronie gatunków roślin wodnych i torfowiskowych.
Rezerwat został ustanowiony zarządzeniem Ministra Leśnictwa i Przemysłu Drzewnego z dnia 21 września 1981 r. Zajmuje powierzchnię 46,08 ha (dokument powołujący podawał 46,50 ha).